# Catharus aurantiirostris
Tordo-de-bico-laranja (Catharus aurantiirostris) é uma espécie de ave da família Turdidae.
Pode ser encontrada nos seguintes países: Colômbia, Costa Rica, El Salvador, Guatemala, Honduras, México, Nicarágua, Panamá, Trinidad e Tobago e Venezuela.
Os seus habitats naturais são: florestas secas tropicais ou subtropicais, florestas subtropicais ou tropicais húmidas de baixa altitude, regiões subtropicais ou tropicais húmidas de alta altitude e florestas secundárias altamente degradadas.